# Chris Baert
Chris Baert (Gante, 15 de junio de 1947) es un expiloto de motociclismo belga, que compitió en el Mundial de Motociclismo entre 1973 y 1989.

## Biografía
Su debut en el Mundial de Motociclismo fue en la temporada 1973 en el Gran Premio de Bélgica de 50cc, en el que acabó en la posición 23. Su primera temporada completa no llegaría hasta 1978 a manda de una Kreidler. Su mejor temporada fue en 1981 donde consiguió sus única carreras entrando en zona de puntosː Gran Premio de Bélgica y Gran Premio de Yugoslavia.

## Resultados de carrera

### Campeonato del Mundo de Motociclismo

#### Carreras por año
Sistema de puntos desde 1969 a 1987:
| Posición | 1.º | 2.º | 3.º | 4.º | 5.º | 6.º | 7.º | 8.º | 9.º | 10.º |
| Puntos   | 15  | 12  | 10  | 8   | 6   | 5   | 4   | 3   | 2   | 1    |

Sistema de puntos desde 1988 a 1992:
| Posición | 1.º | 2.º | 3.º | 4.º | 5.º | 6.º | 7.º | 8.º | 9.º | 10.º | 11.º | 12.º | 13.º | 14.º | 15.º |
| Puntos   | 20  | 17  | 15  | 13  | 11  | 10  | 9   | 8   | 7   | 6    | 5    | 4    | 3    | 2    | 1    |

(Carreras en negrita indica pole position, carreras en cursiva indica vuelta rápida)
| Año  | Clase | Equipo          | Moto   | 1      | 2       | 3       | 4       | 5       | 6      | 7       | 8       | 9       | 10      | 11      | 12     | 13      | Pts. | Pos. |
| ---- | ----- | --------------- | ------ | ------ | ------- | ------- | ------- | ------- | ------ | ------- | ------- | ------- | ------- | ------- | ------ | ------- | ---- | ---- |
| 1973 | 50cc  | Kreidler        |        |        | GER -   | NAT -   |         | YUG -   | NED -  | BEL 23  |         | SWE -   |         | ESP -   |        |         | 0    | -    |
| 1977 | 50cc  | Kreidler        |        |        | GER -   | NAT -   | ESP -   |         | YUG -  | NED -   | BEL 22  | SWE -   |         |         |        |         | 0    | -    |
| 1978 | 50cc  | Kreidler        |        | ESP -  |         |         | NAT -   | NED 13  | BEL 17 |         |         |         | GER 25  | CZE 14  | YUG 14 |         | 0    | -    |
| 1979 | 50cc  | Kreidler        |        |        | GER 13  | NAT -   | ESP -   | YUG -   | NED 14 | BEL -   |         |         |         |         | FRA -  |         | 0    | -    |
| 1980 | 50cc  | CVD             | NAT -  | ESP -  |         | YUG Ret | NED 19  | BEL 20  |        |         |         | GER 19  |         |         |        |         | 0    | -    |
| 1980 | 125cc | CVD MBA Spezial | NAT -  | ESP -  | FRA -   | YUG -   | NED -   | BEL 31  | FIN -  | GBR -   | CZE 18  | GER 30  |         |         |        |         | 0    | -    |
| 1981 | 50cc  | CVD/Kreidler    |        |        | GER 19  | NAT 18  | ESP 14  |         | YUG 10 | NED 22  | BEL 10  | SMR Ret |         | CZE 17  |        |         | 2    | 22.º |
| 1981 | 125cc | CVD/Kreidler    | ARG -  | AUT -  | GER 24  | NAT DNQ | FRA -   | ESP 16  | YUG 20 | NED DNQ | BEL 10  | SMR -   | GBR DNQ | FIN -   | CZE -  |         | 0    | -    |
| 1982 | 50cc  | H.H./Kreidler   |        |        |         | ESP -   | NAT 14  | NED 24  |        | YUG -   |         |         |         |         | SMR 13 | GER 21  | 0    | -    |
| 1982 | 125cc | MBA             | ARG -  | AUT -  | FRA -   | ESP -   | NAT -   | NED Ret | BEL -  | YUG -   | GBR 22  | SWE -   | FIN -   | CZE Ret |        |         | 0    | -    |
| 1983 | 50cc  | Kreidler        |        | FRA 17 | NAT 17  | GER 17  | ESP 18  |         | YUG -  | NED 17  |         |         |         | SMR 12  |        |         | 0    | -    |
| 1983 | 125cc | MBA             |        | FRA -  | NAT -   | GER 34  | ESP 22  | AUT -   | YUG -  | NED -   | BEL 27  | GBR -   | SWE -   |         | SMR 18 |         | 0    | -    |
| 1985 | 80cc  | Eberhardt       |        | ESP 17 | GER 22  | NAT Ret |         | YUG 30  | NED 26 |         | FRA 20  |         |         | RSM 18  |        |         | 0    | -    |
| 1985 | 125cc | MBA             |        | ESP -  | GER -   | NAT -   | AUT -   |         | NED -  | BEL 21  | FRA -   | GBR -   | SWE -   | RSM -   |        |         | 0    | -    |
| 1986 | 80cc  | Seel            | ESP 17 | NAT 13 | GER 20  | AUT Ret | YUG 13  | NED 13  |        |         | GBR 14  | SWE 16  | RSM 20  |         |        |         | 0    | -    |
| 1987 | 80cc  | Seel            |        | ESP 24 | GER DNQ | NAT 23  | AUT 24  | YUG -   | NED -  |         | GBR Ret |         | CZE 14  | RSM 25  | POR 18 |         | 0    | -    |
| 1988 | 80cc  | Casal           |        |        | ESP DNQ | EXP -   | NAT 28  | GER DNQ |        | NED DNQ |         | YUG 31  |         |         |        | CZE DNQ | 0    | -    |
| 1988 | 125cc | Yamaha          |        |        | ESP DNQ |         | NAT -   | GER DNQ | AUT -  | NED -   | BEL DNQ | YUG -   | FRA -   | GBR -   | SWE -  | CZE -   | 0    | -    |
| 1989 | 80cc  | Bultaco         |        |        |         | ESP -   | NAT DNQ | GER Ret |        | YUG -   | NED DNQ |         |         |         |        | CZE 27  | 0    | -    |